# Gloria (film, 2015)
Pour les articles homonymes, voir Gloria.
Pour plus de détails, voir Fiche technique et Distribution.
Gloria est un film biographique mexicain coproduit et réalisé par Christian Keller, sorti en 2014.

## Synopsis
La carrière de la chanteuse mexicaine Gloria Trevi. 

## Fiche technique
- Titre original : Gloria
- Titre français :
- Titre québécois :
- Réalisation : Christian Keller
- Scénario : Sabina Berman
- Direction artistique : Julieta Álvarez
- Décors : Darío Carreto
- Costumes : Gilda Navarro
- Montage : Adriana Martínez et Patricia Rommel
- Musique : Lorne Balfe
- Photographie : Martín Boege
- Son :
- Production : Alan B. Curtiss, Matthias Ehrenberg, Christian Keller et Barrie M. Osborne
- Sociétés de production : Rio Negro[1]
- Sociétés de distribution :  Universal Pictures
- Pays d’origine :  Mexique
- Budget :
- Langue : Espagnol
- Durée :
- Format :
- Genre : Film biographique
- Dates de sortie :
  -  Mexique : 20 octobre 2014 (Festival international du film de Morelia)
  -  Mexique : 1er janvier 2015

## Distribution
- Osvaldo Ríos : El Tigre
- Marco Pérez : Sergio Andrade
- Magali Boysselle : Mónica Ga
- Sofía Espinosa : Gloria Trevi
- Marisa Rubio : Paty